# Nieciągłość Conrada
Nieciągłość (powierzchnia) Conrada – nieciągłość sejsmiczna w obrębie kontynentalnej skorupy ziemskiej. Nieciągłość ta nie jest tak wyraźna jak nieciągłość Mohorovičicia, nie występuje też globalnie i w wielu miejscach jest słabo zdefiniowana.
Kompleks krystaliczny skorupy ziemskiej (kontynentalnej) przez długi czas był dzielony na górną warstwę granitową (sial) i dolną warstwę bazaltową (sima). Warstwy te oddzielać ma właśnie nieciągłość Conrada, charakteryzująca się skokowym, ale niewielkim wzrostem prędkości fal sejsmicznych. Rzeczywisty rozkład prędkości fal sejsmicznych, wykryty przez dokładniejsze badania, okazał się jednak bardziej skomplikowany. Kompleks krystaliczny skorupy kontynentalnej tworzą zazwyczaj trzy warstwy, z których skorupa środkowa i skorupa dolna odpowiadają „warstwie bazaltowej”. Pod dnami oceanów granica ta nie występuje, pod kontynentami przebiega na głębokości ok. 15–20 km.
Nie jest obecnie jasne, jakiego rodzaju granicę wyznacza nieciągłość Conrada. Wychodnie skał w południowoafrykańskim kraterze Vredefort wskazują, że może ona reprezentować przejście facji amfibolitowej w granulitową.
Nazwa pochodzi od jej odkrywcy – austriackiego geofizyka Victora Conrada, który opisał ją w 1925 roku.